# Ясная Поляна (Большеберезниковский район)
Ясная Поляна — упразднённый посёлок в Большеберезниковском районе Мордовии. Входил в состав Русско-Найманского сельского поселения. Исключен из учётных данных в 2009 году.

## География
Располагался в сосновом бору, в 3 км к югу по прямой от села Русские Найманы.

## Население
Согласно результатам Всероссийской переписи населения 2002 года в поселке проживал 1 человек, русский.